# Patricio Toledo
Patricio Armando Toledo (Santiago de Chile, 14 juli 1962) is een voormalig profvoetballer uit Chili, die speelde als doelman. Zijn bijnaam luidde "Pato".

## Clubcarrière
Toledo speelde het grootste deel van zijn carrière bij Universidad Católica, met wie hij eenmaal landskampioen werd.

## Interlandcarrière
Toledo speelde negentien officiële interlands voor Chili in de periode 1991-1994. Hij maakte zijn debuut in de vriendschappelijke uitwedstrijd tegen Mexico (1-0) op 9 april 1991 in Veracruz, net als José Luis Sierra, Luis Musrri, Marcelo Vega en Luis Abarca. Vega nam met Chili deel aan twee opeenvolgende edities van de Copa América (1991 en 1993).
Toledo was reservedoelman, achter eerste keuze Eduardo Fournier, voor Chili bij de Olympische Spelen (1984) in Los Angeles. Daar werd de ploeg in de kwartfinales uitgeschakeld door Italië (1-0).

## Erelijst
Universidad Católica
- Primera División de Chile

1984
- Copa Chile

1983, 1984 (Copa República), 1991, 1995
- Copa Interamericana

1994